# دیکسونز میلز (آلاباما)
دیکسونز میلز (به انگلیسی: Dixons Mills) یک منطقهٔ مسکونی در ایالات متحده آمریکا است که در شهرستان مرنگو، آلاباما واقع شده‌است. دیکسونز میلز ۶۳٫۰۹ متر بالاتر از سطح دریا واقع شده‌است.